# Queer
Queer, ponekad pisano kvir, izraz je posuđen iz engleskog jezika koji se tradicionalno upotrebljava za identifikaciju sa LGBT zajednicom, a služi i kao krovni pojam za rodno i seksualno nekonformističke ideje i identitete. Usko je vezan uz slične kontrakulturalne ideje poput antikapitalizma, anarhizma, marksizma, feminizma i punka.

## Etimologija
Pojam se kao takav u engleskomu jeziku prvi put pojavljuje preko škotskoga početkom 16. stoljeća u značenju „neobičan”, a s takvim se značenjem u nekim govorima pojavljuje i danas, pogotovo u kontekstu mučnine. Do sredine 18. stoljeća zaprima značenje „sumnjiv”, a kasnije kao imenica kolokvijalno označuje i krivotvoren novac.
S homoseksualnošću ga se počelo povezivati u prijelazu iz devetnaestoga u dvadeseto stoljeće.

## Suvremena povijest
Pojam se isprva, početkom 20. stoljeća u SAD-u, koristi derogatorno, no i unutar skupina homoseksualaca. „Queer” je služio kategorizaciji muškaraca na temelju njihove seksualne orijentacije, dok su se termini poput „fairy” (engl. za vila) temeljili na feminiziranosti nečijeg ponašanja, ali „queer” je mogao značiti oboje.
Upotreba među homoseksualcima nastavila se do 1950-ih, ali već u 1940-ima mlađi su riječ počeli doživljavati uvredljivom, to jest pejorativom. Preferirali su naziv „gay” (koji se sam rabio od 1930-ih, a od 1950-ih uključivao je čitavu LGBT zajednicu).
Izraz je u SAD-u kasnije, oko 1980-ih, dobio na publicitetu izvan zajednica homoseksualaca, posebice zbog zamaha političkog aktivizma pokreta LGBT zajednice uslijed epidemije HIV-a te Stonewallskih nemira. Unutar zajednice, upočetku se najviše pojavljuje među onima koji su se htjeli razlikovati od onih koji su sebe zvali „gejevima” jer su držali da su postali prekonzervativni i asimilacionisti. Drugi su još smatrali da je „queer” pejorativan, radikalan, preneformalan ili pretehnički.
U duhu poststrukturalističke misli na kojoj se temelji današnja tzv. „teorija 'queera'” suvremena koncepcija pojma „queer” najčešće se objašnjava kao „što je god suprotstavljeno normalnome, legitimnome, dominantnome [u dotičnome društvu]” umjesto kao nešto konkretno i stalno. U sklopu toga značenjskoga razvoja pojma, poistovjećivanje s njim otvorilo se ne samo gej muškarcima i lezbijkama, već i osobama drugih identiteta koje smatraju da se mogu poistovjetiti s povijesno-društvenim statusom osoba tradicionalno zvanih „queer”. To tipično uključuje transrodne, interseksualne, aseksualne osobe i slično. 
Ti identiteti, kao i mnogi drugi, smatraju se različitima od heteroseksualnoga i „cisrodnoga” (pojam koji je nastao kako bi predstavljao rodne identitete koji izričito nisu pokriveni konceptom transrodnosti) te stoga srodnima skupinama na koje se pojam „queer” takoreći izvorno odnosio. Tako je stvoren temelj značenja koje je danas najraširenije.

## Umjetnost
Pojam se također upotrebljava u sklopu suvremenih umjetničkih pokreta, a posebice u filmu i likovnoj umjetnosti.
Suvremena tzv. „umjetnost queera” tipično se bavi temama utopijskih i distopijskih svjetova. Neprihvaćenost i kriminalnost (u odnosu na konzervativnije stavove) česti su motivi, a naglašuje se i vidljivost onoga što je „queer” u svijetu. Nerijetko se dotiče i seksualnosti te ostvarivanja zabranjenih želja i potreba.
U engleskomu jeziku, sintagma „queer art” upotrebljava se i u odnosu na stariju umjetnost koju su proizveli umjetnici i autori za koje se smatra ili poznaje da su bili dio LGBT zajednice uključujući Sapfu, Claude Cahun, Dereka Jarmana i Oscara Wildea.

## Vanjske poveznice
- Jones, Timothy W. The history of the word 'queer' (engl.)